# Folklórico (álbum)
Folklórico es el tercer álbum de estudio del cantante venezolano Nacho.El álbum se caracteriza principalmente por la interpretación musical completamente a ritmos folklóricos de Venezuela, donde cada canción cuenta con su propio videoclip. De este álbum, se desprenden algunos sencillos como: «La derrota», «Mi expresión» y «Mujer» entre otros.

## Lista de canciones
| N.º | Título                     | Duración |  |
| 1.  | «Mi expresión»             | 4:13     |  |
| 2.  | «Con vista al mar»         | 3:45     |  |
| 3.  | «Tonada»                   | 5:13     |  |
| 4.  | «La derrota»               | 3:23     |  |
| 5.  | «Sagrado decreto»          | 3:21     |  |
| 6.  | «Mujer»                    | 4:31     |  |
| 7.  | «Vuelve el pasado»         | 3:53     |  |
| 8.  | «Mi cuatro»                | 3:52     |  |
| 9.  | «Envidia»                  | 3:56     |  |
| 10. | «Dos naciones, un folklor» | 4:02     |  |